# O Jasiu leniuchu
O Jasiu leniuchu (niem. Der faule Heinz) – baśń braci Grimm opublikowana w 1837 roku w trzecim wydaniu ich zbioru Baśni (tom 2, nr 164).  

## Treść
Główny bohater Jaś (w org. Heinz) był leniwy i nie chciało mu się paść kozy, która do niego należała. Postanowił ożenić się z grubą Kaśką (org. Trine) z sąsiedztwa, która też miała kozę. Liczył na to, że gdy ona będzie paść swoje zwierzę, to przy okazji zabierze jego i on sam nie będzie musiał się męczyć. Po ślubie Kaśka, która też była leniwa, zaproponowała, by sprzedać kozy i kupić ul z pszczołami. Argumentowała, że pszczoły nie trzeba wyprowadzać na pastwisko, a miód jest pożywniejszy niż mleko. Jaś zaakceptował ten pomysł
Jakiś czas później leżeli w łóżku i posilali się miodem. Jaś zasugerował, by wymienili słoik miodu na gęś z gąsiątkami. Wówczas Kaśka odparła, że muszą mieć wcześniej dziecko, żeby miał kto te gęsi pasać. Wtedy Jaś zaniepokoił się, czy dziecko będzie im posłuszne, na co Kaśka odparła, że spierze je jeśli nie będzie i zamachnęła się kijem. Wtedy rozbiła gar z miodem.
Oboje doszli do wniosku, że nie potrzebują gęsi i poszli spać.